# Château de Solre-sur-Sambre
Le château de Solre-sur-Sambre, sis au bord de la Thure et près de la Sambre, à Solre-sur-Sambre, section de la commune d'Erquelinnes, dans la province de Hainaut (Région wallonne de Belgique), est un château fort du XIVe siècle.

## Description
Situé près d'une enclave de la principauté de Liège et au confluent de la Thure et de la Sambre, le château de Solre-sur-Sambre défendait la frontière. Témoin important de l'architecture militaire médiévale du Hainaut, il a conservé son plan en quadrilatère avec tours circulaires renforçant les quatre angles. Sur le côté sud un imposant donjon-porche donne accès à la cour intérieure. Deux petits bâtiments ont pris place au cours du temps contre les courtines. Ses douves sont alimentées par les eaux de la Thure. Le château est situé sur la place du village de Solre-sur-Sambre.

## Histoire
Construit vers la fin du XIIIe ou au début du XIVe siècle et plusieurs fois remanié au cours des siècles, le château de Solre-sur-Sambre n’en est pas moins bien conservé.
La terre, puis le  château furent la propriété de maison seigneuriale des Barbençon, puis de la famille de Mortagne.
Vers 1480, le château est acheté à Antoine de Mortagne par Jean Carondelet, grand chancelier de la Bourgogne et de la Flandre l'archiduc Maximilien d'Autriche. Jean de Carondelet acheta ensuite au même Antoine de Mortagne le château de Potelle, actuellement en France, en 1491. Les deux propriétés sont distantes l'une de l'autre que de 49 kilomètres. Il reste entre les mains de la famille Carondelet de 1480 à 1628 (148 ans). 

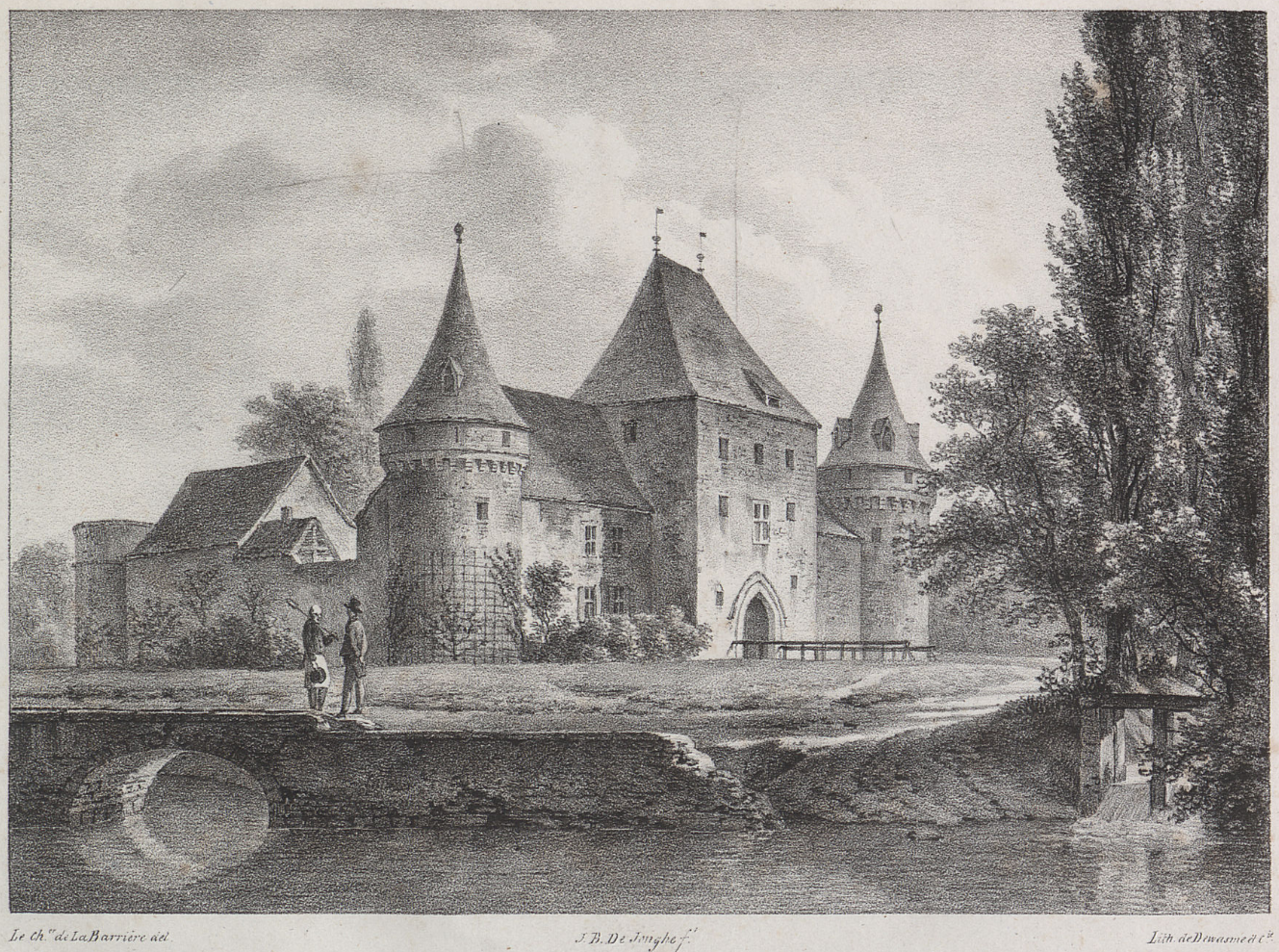
Le château de Solre selon une lithographie de Prosper de la Barrière (1823).

Anne-Françoise de Carondelet ayant épousé en 1628 Maximilien-Antoine de Mérode, seigneur d'Ham-sur-Heure, le château passe par mariage à la Maison de Merode (branche des Mérode-Deinze). Elle le reste durant 229 ans (de 1628 à 1857).
Marie Théodoline de Merode, née à Villersexel le 22 juillet 1817 et morte à Paris le 26 février 1909, épouse le 9 août 1843 Alof, marquis de Wignacourt (mort à Paris en janvier 1897). Au décès de son père, Félix de Merode (le 7 février 1857), Marie Théodoline hérite du château. Ainsi ce domaine passe dans le patrimoine de la famille Wignacourt qui l'occupe 132 ans.
En 1989, le prince Alexandre de Merode rachète le bien à la famille Wignacourt. Le château est actuellement la propriété du prince Amaury de Mérode, fils d'un cousin germain du prince Alexandre. Étant domicile privé, il ne se visite pas.